# Lorenzo Bosisio
Lorenzo Bosisio (ur. 24 września 1944 w Marmirolo) – włoski kolarz torowy i szosowy, brązowy medalista olimpijski, trzykrotny medalista torowych oraz brązowy medalista szosowych mistrzostw świata.

## Kariera
Pierwszy sukces w karierze Lorenzo Bosisio osiągnął w 1967 roku, kiedy wspólnie z Benito Pigato, Vittorio Marcellim i Flavio Martinim zdobył brązowy medal w drużynowej jeździe na czas podczas szosowych mistrzostw świata w Heerlen. Rok później Włoch wystartował na torowych mistrzostwach świata w Montevideo, razem z Cipriano Chemello, Giorgio Morbiato i Luigim Roncaglią zdobywając złoty medal w drużynowym wyścigu na dochodzenie, a indywidualnie był trzeci wśród amatorów. Parę miesięcy później wziął udział w igrzyskach olimpijskich w Meksyku, gdzie razem z Morbiato, Chemello, Roncaglią i Gino Pancino zdobył brązowy medal w tej samej konkurencji. Ostatni medal wywalczył na mistrzostwach świata w Leicesterze w 1970 roku, gdzie zajął drugie miejsce w indywidualnym wyścigu na dochodzenie zawodowców, przegrywając jedynie z Brytyjczykiem Hugh Porterem. Startował także w wyścigach szosowych, ale bez większych sukcesów. 